# Wernersberg

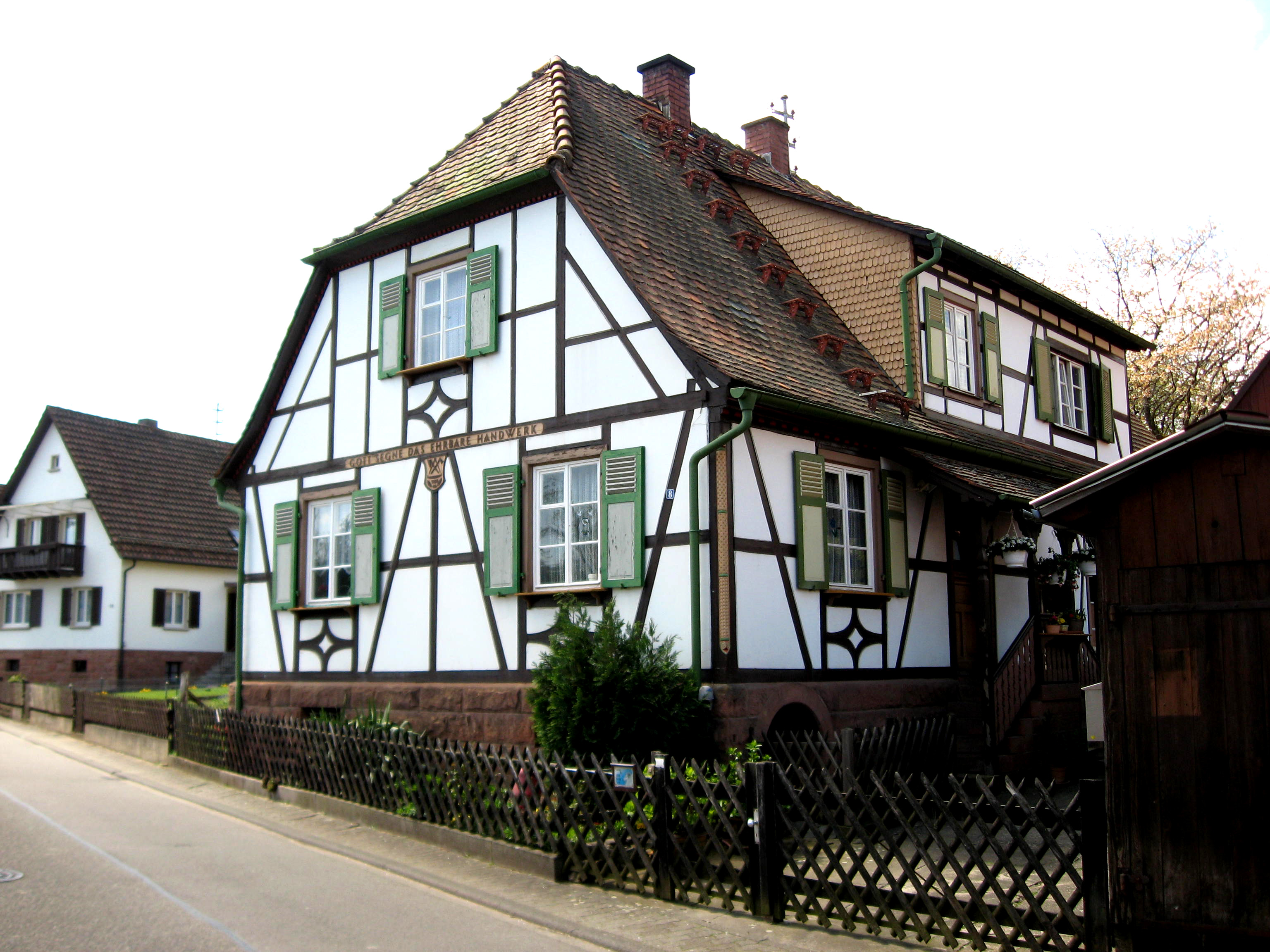
Haus in Wernersberg

Wernersberg ist eine Ortsgemeinde im Landkreis Südliche Weinstraße in Rheinland-Pfalz. Sie gehört der Verbandsgemeinde Annweiler am Trifels an, innerhalb derer sie nach der Stadt Annweiler am Trifels, Albersweiler und Gossersweiler-Stein die einwohnermäßig viertgrößte Ortsgemeinde darstellt.

## Geographie
Der Ort liegt im Wasgau, wie der Südteil des Pfälzerwaldes auch genannt wird, zwischen Annweiler am Trifels und Bad Bergzabern. Nachbargemeinden sind – im Uhrzeigersinn – Rinnthal, Annweiler am Trifels, Völkersweiler, Lug (Pfalz) und Spirkelbach.
Wesentliche Erhebungen sind der Rothenberg (452,4 m) nördlich des Ortes und der Heischberg (412,5 m) westlich des Ortes. Am Südhang des Rothenberg befindet sich in 387 Meter Höhe der Wachtfels als Aussichtspunkt. Mit dem Runden Hut gibt es am Nordhang des Heischberges einen weiteren Aussichtsfelsen. An der östlichen Gemarkungsgrenze gehört der Westhang des Ebersberges (462,1 m), an der westlichen Gemarkungsgrenze der Osthang des Höllenberges (455,2 m) zum Gemeindegebiet. Die markante Felsformation der Geiersteine findet sich an der Gemarkungsgrenze zu Lug. Zu Wernersberg gehören östlich des eigentlichen Ortes außerdem die Knochenmühle und im Westen der Gemarkung die Kaisermühle.
Bedeutendstes Gewässer innerhalb der Gemarkung ist der Rimbach, der rund 1,2 km nordwestlich der Dorfmitte nordostwärts läuft und an dem allein der kleine Siedlungsplatz Kaisermühle der Ortsgemeinde liegt. Südsüdöstlich der Bebauung entspringt der Maisbach, der nach zwei Kilometern Lauf von links in den Ebersbach mündet, der kurz zuvor wiederum den Kleinen Ebersbach aufnimmt.

## Geschichte
Wernersberg wurde erstmals in einer Urkunde vom 1. Juli 1283 in der Schreibweise „Wernheresberge“ erwähnt. Bis zum Ende des 18. Jahrhunderts gehörte der Ort zu Pfalz-Zweibrücken.
Von 1798 bis 1814, als die Pfalz Teil der Französischen Republik (bis 1804) und anschließend Teil des Napoleonischen Kaiserreichs war, war Wernersberg in den Kanton Annweiler eingegliedert und unterstand der Mairie Annweiler. 1815 hatte die Gemeinde insgesamt 397 Einwohner. Im selben Jahr wurde der Ort Österreich zugeschlagen. Bereits ein Jahr später wechselte der Ort wie die gesamte Pfalz in das Königreich Bayern. Von 1818 bis 1862 gehörte Wernersberg dem Landkommissariat Bergzabern an; aus diesem ging anschließend das Bezirksamt Bergzabern hervor.
Ab 1939 war der Ort Bestandteil des Landkreises Bergzabern. Nach dem Zweiten Weltkrieg wurde Wernersberg innerhalb der französischen Besatzungszone Teil des damals neu gebildeten Landes Rheinland-Pfalz. Im Zuge der ersten rheinland-pfälzischen Verwaltungsreform wechselte der Ort am 7. Juni 1969 in den neu geschaffenen Landkreis Landau-Bad Bergzabern, der 1978 in Landkreis Südliche Weinstraße umbenannt wurde. 1972 wurde Wernersberg der ebenfalls neu gebildeten Verbandsgemeinde Annweiler am Trifels zugeordnet.

## Politik

### Gemeinderat
Der Gemeinderat in Wernersberg besteht aus 16 Ratsmitgliedern, die bei der Kommunalwahl am 9. Juni 2024 in einer Mehrheitswahl gewählt wurden, und dem ehrenamtlichen Ortsbürgermeister als Vorsitzendem. Bis zur Wahl im Jahre 2009 wurden die Ratsmitglieder in einer personalisierten Verhältniswahl gewählt, da zwei Wahlvorschlagslisten eingereicht wurden.
Die Sitzverteilung im Gemeinderat:
| Wahl | CDU               | BGW               | Gesamt   |
| ---- | ----------------- | ----------------- | -------- |
| 2024 | per Mehrheitswahl | per Mehrheitswahl | 16 Sitze |
| 2019 | per Mehrheitswahl | per Mehrheitswahl | 16 Sitze |
| 2014 | per Mehrheitswahl | per Mehrheitswahl | 16 Sitze |
| 2009 | 7                 | 9                 | 16 Sitze |
| 2004 | 7                 | 9                 | 16 Sitze |

### Bürgermeister
Dominik Rubiano Soriano wurde 2014 Ortsbürgermeister von Wernersberg. Bei der Direktwahl am 26. Mai 2019 wurde er mit einem Stimmenanteil von 78,89 % und am 9. Juni 2024 als einziger Bewerber mit 64,0 % jeweils für weitere fünf Jahre in seinem Amt bestätigt.
Sein Vorgänger Helmut Heller hatte das Amt 15 Jahre ausgeübt.

### Wappen
| Wappen von Wernersberg | Blasonierung: „Von Rot und Blau durch eine steigende goldene Teilspitze, darin ein grünes Gemarkungszeichen in Form eines gestürzten Y mit durchgehendem senkrechten Schaft, oben rechts ein halber silberner Adler am Spalt, oben links ein silberner Pfahl.“ |
| Wappen von Wernersberg | |

## Kultur
Vor Ort existieren insgesamt 16 Objekte, die unter Denkmalschutz stehen. Von Einheimischen wird der Ort oft als „Kuckucksnest“ bezeichnet.

## Infrastruktur
Wernersberg ist über die Buslinie 525 des Verkehrsverbundes Rhein-Neckar an das Nahverkehrsnetz angebunden, die nach Bad Bergzabern und Annweiler am Trifels führt. Durch den Osten der Gemarkung verläuft die Bundesstraße 48. Nächstgelegener Bahnhof ist Annweiler am Trifels. Viele markierte Wander-, Rad- und Reitwege sind außerdem auf der Informationstafel im Dorfzentrum ausgezeichnet.